# Lijst van oorlogsmonumenten in Stede Broec
De Nederlandse gemeente Stede Broec heeft 2 oorlogsmonumenten. Hieronder een overzicht.
| Nr.  | Object              | Herdachte groep  | Ontwerper                             | Onthulling      | Type            | Locatie                  | Plaats       | Coördinaten                  | Foto                |
| ---- | ------------------- | ---------------- | ------------------------------------- | --------------- | --------------- | ------------------------ | ------------ | ---------------------------- | ------------------- |
| 2517 | Wandelaar met Stok  | algemeen, allen  | Henk Visch (18-09-1950)               | 22 oktober 1998 | beeld/sculptuur | Stationslaan 21, 1611 KX | Bovenkarspel | 52° 41' 48" NB, 5° 14' 9" OL | Meer afbeeldingen   |
| 2792 | Bevrijdingsmonument | verzet Nederland | Truus Menger-Oversteegen (29-08-1923) | 20 mei 2005     | beeld/sculptuur | De Middend               | Grootebroek  | 52° 41' 47" NB, 5° 14' 5" OL | Bevrijdingsmonument |

Aalsmeer ·
Alkmaar ·
Amstelveen ·
Amsterdam ·
Bergen ·
Beverwijk ·
Blaricum ·
Bloemendaal ·
Castricum ·
Den Helder ·
Diemen ·
Dijk en Waard ·
Drechterland ·
Edam-Volendam ·
Enkhuizen ·
Gooise Meren ·
Haarlem ·
Haarlemmermeer ·
Heemskerk ·
Heemstede ·
Heiloo ·
Hilversum ·
Hollands Kroon ·
Hoorn ·
Huizen ·
Koggenland ·
Landsmeer ·
Laren ·
Medemblik ·
Oostzaan ·
Opmeer ·
Ouder-Amstel ·
Purmerend ·
Schagen ·
Stede Broec ·
Texel ·
Uitgeest ·
Uithoorn ·
Velsen ·
Waterland ·
Weesp ·
Wijdemeren ·
Wormerland ·
Zaanstad ·
Zandvoort